# Grüne Beschaffung
Grüne Beschaffung beschreibt den Einkauf von Produkten oder Dienstleistungen unter Berücksichtigung von Umweltaspekten.
In Deutschland sind die Beschaffungsaktivitäten des öffentlichen Sektors jährlich für rund 17 % des Bruttoinlandsproduktes verantwortlich. Mit einem Gesamtwert von etwa 360 Mrd. Euro im Jahr ist die öffentliche Hand der größte Einkäufer bzw. Nachfrager in Deutschland. Neben den direkten Umweltauswirkungen einzelner Einkäufe kann Beschaffung Einfluss auf zukünftige Produktentwicklungen ausüben. 

## Rahmenbedingungen für ökologische Vergabekriterien
Beschaffungsregeln auf nationaler oder internationaler Ebene sollen den Wettbewerb zwischen verschiedenen Anbietern ohne Bevorzugung oder Diskriminierung Einzelner fördern. Das Ziel sind transparente und verifizierbare Bedingungen, die das beste Preis-Leistungs-Verhältnis bei jedem Einkauf sicherstellen. Die Regelungen fördern den freien Handel zwischen den Staaten und erhöhen den Wettbewerb zwischen Lieferanten.

### Öffentliche Beschaffung
Für die öffentliche Beschaffung gibt es rechtliche Rahmenbedingungen, die in jedem Fall verbindlich sind. Diese Rahmenbedingungen sind durch nationales und europäisches Haushalts- und Wettbewerbsrecht geregelt und dienen:
- der wirtschaftlichen Verwendung öffentlicher Gelder sowie
- der Verhinderung von Begünstigung und Korruption.

Für die öffentliche Beschaffung nach ökologischen Kriterien gelten die folgenden Grundsätze:
- Öffentliche Auftraggeber sind bei Beschaffungsprozessen an vergaberechtliche Regelungen gebunden
- Öffentliche Aufträge müssen in Deutschland in der Regel öffentlich ausgeschrieben werden, ab einer bestimmten Auftragshöhe EU-weit
- Die Berücksichtigung von Umweltaspekten in Ausschreibungen ist vereinbar mit dem geltenden europäischen und nationalen Recht.

Zu den fundamentalen Grundsätzen des Vergaberechts, die sich aus dem Primärrecht ergeben, gehören die Grundsätze der Nichtdiskriminierung, Gleichbehandlung, Transparenz und des Wettbewerbs. Darüber hinaus gibt es mehrere EU-Richtlinien, die dem öffentlichen Auftragswesen einen rechtlichen Rahmen geben. Dazu gehört die Vergabekoordinierungsrichtlinie (RL 2004/18/EG), die in Deutschland mit der Vergabe- und Vertragsordnung für Leistungen (VOL) umgesetzt wurde. Weitere Vergabe- und Vertragsordnungen sind die für Bauleistungen (VOB) und für freiberufliche Leistungen (VOF).
Gemäß der VOL bestehen unterschiedliche Möglichkeiten, Umweltbelange in den verschiedenen Phasen des Vergabeverfahrens zu berücksichtigen:
Umweltaspekte in der Leistungsbeschreibung
Die Leistungsbeschreibung bietet den größten Spielraum zur Einbindung von Umweltaspekten in Ausschreibungsverfahren. Sie enthält Art und Umfang der zu vergebenden Leistung. Die Leistungskriterien müssen mit dem Auftragsgegenstand verbunden sein und in den Ausschreibungsunterlagen ausdrücklich benannt werden. Die Nichterfüllung eines Leistungskriteriums führt zum Ausschluss des Angebotes aus dem Vergabeverfahren.
In einer umweltfreundlichen Ausschreibung kann beispielsweise ein spezielles Produktionsverfahren (z. B. Strom aus erneuerbaren Energiequellen) vorgeschrieben werden, um sichtbare und unsichtbare Anforderungen an das Produkt zu spezifizieren. Die Kennzeichnung durch ein obligatorisches Energielabel – wie z. B. das EU-Label für energiesparende Haushaltsgeräte – kann direkt und ohne Einschränkungen in die Leistungsbeschreibung aufgenommen werden. Freiwillige Energie- oder Umweltlabels können als Nachweis für die Einhaltung der in der Leistungsbeschreibung spezifizierten technischen Anforderungen gelten. Andere Nachweise zur Einhaltung der Kriterien müssen aber gleichfalls akzeptiert werden.
Umweltaspekte in den Zuschlagskriterien
Zuschlagskriterien sind jene Merkmale, die der Ermittlung des wirtschaftlichsten Angebotes dienen und dem Auftraggeber einen Vorteil (z. B. in der Umweltbilanz) bringen. Sie müssen mit dem Gegenstand des Auftrags zusammenhängen, mit ihrer Gewichtung im Leistungsverzeichnis oder in der Bekanntmachung aufgeführt sein und dürfen nicht zur Diskriminierung von Bietern führen.
Es können auch umweltrelevante Zuschlagskriterien festgelegt werden. Der niedrige Stromverbrauch eines vergleichsweise teuren Bürogerätes kann durch Zusatzpunkte positiv in die Bewertung eines Angebotes eingehen. Nach der Rechtsprechung können sogar externe Kosten wie geringe CO2-Emissionen (durch den Bezug von Ökostrom) berücksichtigt werden. Auch die umweltrelevanten Zuschlagskriterien dürfen nicht willkürlich festgelegt werden, sondern sollten sich an den allgemeinen Umweltzielen der beschaffenden Institution orientieren.
Bewertung des wirtschaftlich günstigsten Angebotes
Bei der Bewertung des wirtschaftlich günstigsten Angebotes werden alle Kosten über den gesamten Lebenszyklus (Lebenszykluskosten) eines Produkts oder einer Dienstleistung mit einbezogen (u. a. Energie-, Wartungs-, Entsorgungskosten). Dadurch werden auch versteckte Folgekosten sichtbar, die das günstigste Angebot unwirtschaftlich machen können. Die Lebenszykluskosten eines zu beschaffenden Produktes dürfen bei der Zuschlagsbewertung nur soweit einfließen, als es sich um Kosten während und nach der Leistungserbringung handelt. Externe Kosten wie Umweltschäden dürfen in die Ermittlung des wirtschaftlich günstigsten Angebotes nicht direkt aufgenommen werden.

### Private Beschaffung
Privatwirtschaftliche Unternehmen sind in ihren Beschaffungsabläufen nicht an die Regelungen des Vergaberechts gebunden. Umweltschutzmaßnahmen und ein optimierter Energie- und Materialeinsatz sind in der Regel mit ökonomischen Vorteilen verbunden und erhöhen die Konkurrenzfähigkeit. Eine gesetzliche Verpflichtung oder Einschränkung zur Berücksichtigung dieser Kriterien im privaten Beschaffungswesen besteht jedoch nicht.
Eine Ausnahme stellen Unternehmen bzw. Projekte dar, die überwiegend (zu mehr als 50 %) von staatlichen Stellen subventioniert werden oder die unter den Begriff des öffentlichen Auftraggebers fallen. Um Wettbewerbsverzerrungen zu vermeiden, gilt bei diesen Beschaffungsmaßnahmen ebenfalls das europäische und nationale Vergaberecht.

## Verankerung von Umweltkriterien für den Einkauf
Um die Berücksichtigung von Umweltkriterien im Einkauf in einer Institution oder einem Unternehmen dauerhaft zu verankern, empfiehlt es sich, dieses Ziel durch grundsätzliche Beschlüsse und institutionelle Standards für die jeweilige Einrichtung zu definieren. Diese Standards dienen dann als Grundlage für die konkreten Beschaffungsvorgänge.
Beschaffungspolitik
Bereits vor dem eigentlichen Beschaffungsvorgang ist es ratsam, die allgemeinen Grundsätze der Unternehmenspolitik auch auf die Beschaffungspolitik zu übertragen. Nimmt das Unternehmen oder die Institution an einem Umweltmanagementsystem teil oder werden Umweltziele generell stark gewichtet, sind in der Regel entsprechende Leitlinien bereits in der Beschaffungspolitik verankert. Umweltkriterien bekommen bei der Zuschlagserteilung ein stärkeres Gewicht, wenn sie von der Leitung der Institution getragen werden.
Bedarfsanalyse
An dieser Stelle wird die Notwendigkeit der Beschaffung sowie deren Umfang überprüft. Hier können eventuelle Alternativen zum Kauf eines Produktes, wie die Reparatur des alten Gerätes oder das Leasing eines neuen Produktes sowie Maßnahmen der Effizienz- und Synergiesteigerung umweltfreundliche Aspekte darstellen. Eine kritische und genaue Bedarfsanalyse ist einer der wichtigsten Schritte einer umweltfreundlichen Beschaffung.
Beschaffungsrichtlinien
In den Beschaffungsrichtlinien werden unternehmensweite technische, ökonomische und gegebenenfalls auch ökologische Anforderungen an zu beschaffende Produkte grundsätzlich festgelegt. Die Eigenschaften müssen genau spezifiziert und ökonomisch messbar sein. Das Leistungskriterium „Umweltgerechtheit“ wäre zu unspezifisch. Zulässige ökologische Leistungskriterien sind z. B. Richtwerte für den Strom- oder Wasserverbrauch von Geräten sowie Wartungs- und Entsorgungskosten.
Die Beschaffungsrichtlinien sollten auch die Grundlage für die Bewertung des wirtschaftlichsten Angebotes enthalten. Dazu gehören Vorgaben für eine Betriebskostenanalyse sowie die Gewichtungen der verschiedenen Lebenszykluskosten.
Die Beschaffungsrichtlinien mit den aufgestellten Leistungskriterien werden in die Ausschreibungsunterlagen aufgenommen und gegebenenfalls spezifiziert. Es können beispielsweise konkrete Anforderungen bzgl. der Netzwerkfähigkeit von PCs oder auch bestimmte Energieeffizienzklassen für Haushaltsgeräte festgelegt werden.

## Grüne Beschaffung in Europa

### Europäische Union
Die Europäische Kommission erarbeitete im Jahr 2008 einen Katalog für das "Green Public Procurement (GPP)", welche die Kriterien zu Bio-Lebensmitteln sowie zu tierischen Produkten, die unter Einhaltung hoher Tierschutzstandards erzeugt wurden, enthält.

### Deutschland
Die Zielsetzung einer nachhaltigen Beschaffung findet sich in verschiedenen Institutionen, z. B. Kompetenzstelle für nachhaltige Beschaffung (KNB), Kompetenzstelle für innovative Beschaffung (KOINNO), Nationales Qualitätszentrum für Ernährung in Kita und Schule (NQZ). Darüber hinaus gibt es das Netzwerk Bio-Städte, das sich zum Ziel setzt, mehr Lebensmittel aus biologischer Landwirtschaft in ihren öffentlichen Einrichtungen zu verwenden.

### Großbritannien
In 2014 hat das Department for Environment & Rural Affairs Rahmenbedingungen für eine nachhaltige Lebensmittelbeschaffung im "Plan for Public Procurement" festgelegt. Darüber hinaus wurde im Jahr 2009 die "Animal Cruelty Free Food Procurement Policy" erlassen, um Tierwohl in der Beschaffung von tierischen Produkten zu fördern.

### Österreich
Ein österreichweites Instrument ist der Österreichische Aktionsplan zur nachhaltigen öffentlichen Beschaffung (naBe-Aktionsplan). Des Weiteren gibt es das Programm ÖkoKauf der Stadt Wien, welches unter anderem Kriterien zur Beschaffung von Lebensmitteln durch die öffentliche Hand in Wien festlegt.

### Schweden
In der schwedischen Stadt Göteborg wurde das "Mahlzeiten-Programm", welches eine Bio-Quote von 50 % (bei Fleisch 100 %) für alle städtischen Einrichtungen festlegt, eingeführt. Malmö hat sich 2010 das Ziel gesetzt, die gesamte Lebensmittelbeschaffung bis 2020 auf Bio-Produkte umzustellen.

### Schweiz
Die Beschaffungsplattform "Kompass Nachhaltigkeit" wird durch das Staatssekretariat für Wirtschaft SECO finanziert. In ihren Richtlinien wird empfohlen, den Anteil tierischer Produkte zu reduzieren und pflanzliche Produkte sowie biologisch und fair produzierte Produkte zu bevorzugen.

## Weblink
Website des Beschaffungsamts des Bundesministerium des Innern und für Heimat - Kompetenzstelle für nachhaltige Beschaffung
Ministerium der Finanzen und für Wissenschaft des Saarlandes (2020): Neufassung der RICHTLINIEN für die Vergabe von Aufträgen über Lieferungen und Leistungen durch die saarländische Landesverwaltung (Beschaffungsrichtlinien) (05.11.2020), [Zugriff 2024-03-24]
Simone Probst (2022): Beschaffungsrichtlinien der Universität Paderborn, (03.05.2022), [Zugriff 2024-03-24]